# Vrbová nad Váhom
Vrbová nad Váhom (maďarsky Vágfüzes) je obec v okrese Komárno na Slovensku. Žije v ní 543 obyvatel.

## Historie
Dnešní obec vznikla v roce 1968 sloučením šesti osad: Čergov (z obce Nesvady), Hliník, Malý Kindeš, Veľký Kindeš (z obce Martovce), Ostrov a Zlatá Osada (z obce Kameničná) a vyčleněním těchto osad z uvedených tří obcí.Historicky je oblast poprvé zmíněna v roce 1075, kdy zde byla dnes již zaniklá osada s názvem Gég. Dosud existující osada Hliník je poprvé písemně zmiňována v roce 1386. Ostatní osady vznikly až ve druhé polovině 19. století po odvodnění okolních bažin.V osadě Malý Kindeš měl ateliér malř Árpád Feszty, kterého tam navštěvoval Mór Jókai. Do roku 1918 bylo území obce součástí Uherska. Kvůli první vídeňské arbitráži bylo v letech 1938 až 1945 součástí Maďarska. Při sčítání lidu v roce 2011 žilo v obci 559 obyvatel, z toho 451 Maďarů, 83 Slováků, šestnáct Romů a jeden Čech. Osm obyvatel neposkytlo žádné informace o své etnické příslušnosti.

## Přírodní poměry
Obec se nachází ve slovenské Podunajské nížině na levém břehu dolním toku Váhu. Území obce leží v ptačí oblasti Dolní Pováží. V katastrálním území obce leží přírodní rezervace Listové jazero.